# Pegasus Spiele
Pegasus Spiele ist ein 1993 von Karsten Esser und Andreas Finkernagel gegründeter deutscher Spieleverlag mit Sitz im hessischen Friedberg, der vor allem Brettspiele, Karten- und Rollenspiele herstellt und vertreibt. Pegasus startete als Fantasy-Laden und begann seine Verlagstätigkeit mit Rollenspielsystemen und Sammelkartenspielen, wobei vor allem der Vertrieb von Magic: The Gathering im deutschsprachigen Raum eine große Rolle spielte.
Vor allem in den letzten Jahren wurden zahlreiche Spiele des Verlages mit nationalen Spielepreisen ausgezeichnet, etwa dem deutschen Spiel des Jahres und dem österreichischen Spiel der Spiele. So erhielten Camel Up und Kingdomino die Auszeichnung zum Spiel des Jahres und Mombasa wurde mit dem Deutschen Spielepreis ausgezeichnet. 2023 wurde Dorfromantik: Das Brettspiel als Spiel des Jahres ausgezeichnet.

## Geschichte

### Anfänge als Fantasy-Laden
Die Pegasus Spiele Verlags- und Medienvertriebsgesellschaft mbH wurde am 4. April 1993 von seinen beiden Geschäftsführern und Inhabern Karsten Esser und Andreas Finkernagel als Ladengeschäft für Fantasy-Spiele in Friedberg in einem ehemaligen Handwerksbetrieb für Fenstertechnik, den Finkernagels Vater leitete, gegründet. Esser und Finkernagel gründeten zudem den Fantasyclub „Die Gemeinschaft des Rings“ mit der Zeitschrift „Ringbote“ als Vereinsmagazin.
1994 erweiterten sie den Laden zu einem Verlag und veröffentlichten die erste deutsche Übersetzung des Rollenspielsystems GURPS in Lizenz der Steve Jackson Games von Steve Jackson. Mit dem Erfolg der Sammelkartenspiele um Magic: The Gathering veröffentlichte Pegasus zudem das ebenfalls von Steve Jackson entwickelte Illuminati. Neue Weltordnung, das nach Magic: The Gathering und Dark Force das dritte deutschsprachige Sammelkartenspiel wurde. Im gleichen Jahr hatte Pegasus seinen ersten Messeauftritt auf den Internationalen Spieltagen SPIEL in Essen. 1995 fand die 1. Deutsche „Magic: The Gathering“-Meisterschaft am mit 512 Teilnehmern in Friedberg statt.  und ab 1996 wurde der Verlag durch Vermittlung von Steve Jackson mit Wizards of the Coast einer von fünf deutschen Großhändlern für Magic: The Gathering. Pegasus nahm zudem die Spielsysteme Midgard, das älteste deutsche Rollenspiel, und Call of Cthulhu, ein Rollenspiel in den Welten von H. P. Lovecraft, in ihr Programm auf. Im Kartenspiel-Bereich verlegt Pegasus zu Beginn vor allem Spiele aus dem Fantasy-Sektor sowie viele deutsche Übersetzungen bekannter englischsprachiger Verlage. So vertreibt Pegasus seit 2003 auch die ebenfalls von Steve Jackson entwickelte satirische Kartenspielserie Munchkin mit zahlreichen Ablegern.

### Expansion des Verlagsgeschäfts
Parallel zu den Rollen- und Sammelkartenspielen entwickelte Pegasus sein Brettspielgeschäft und brachte 1997 als erstes Brettspiel eine deutschsprachige Version des Spiels Kings and Things von Tom Wham auf den Markt, das auf den Maschinen des Kosmos-Verlags hergestellt wurde. 1998 verlor Pegasus nach einer Umstrukturierung bei Wizards of the Coast die Lizenz für Magic: The Gathering. Statt sich zu verkleinern, expandierte der Verlag und erweiterte das Sortiment von wenigen hundert auf über 10.000 Artikel. Er baute eine eigene Spieleredaktion auf, die sich unter anderem mit Mondo und Pictomania auch bewusst auf den Bereich der Familienspiele ausdehnte. 2012 erhielt Pegasus erneut die Lizenz zum Vertrieb von Magic: The Gathering und vertreibt es bis heute. Nach eigenen Angaben wurden bei Pegasus bereits mehr als 5.000 Spiele und Spielwaren vertrieben. Ein Netzwerk aus 300 freiwilligen Spieleerklärern unterstützt den Verlag dabei, seine Produkte im deutschsprachigen Europa auf Messen und Events bekannt zu machen, im Verlag selbst arbeiten 30 Mitarbeiter einschließlich zahlreicher freier Mitarbeiter.
Im Jahr 2009 wurde das kooperative Brettspiel Pandemie (2009) von Matt Leacock zum Spiel des Jahres nominiert, es folgten weitere Nominierungen für Im Wandel der Zeiten – Das Würfelspiel: Bronzezeit (2010) und Strasbourg für das Kennerspiel des Jahres 2011, wodurch sich das Unternehmen nicht nur als Vertrieb, sondern auch als Verlag von Gesellschaftsspielen etablieren konnte. Es folgten weitere Nominierungen und 2014 wurden gleichzeitig Camel Up als Spiel des Jahres und Istanbul als Kennerspiel des Jahres 2014 ausgezeichnet. Seit 2015 ist der Verlag auch im Bereich der Kinderspiele vertreten und bereits 2016 wurde das Kinderspiel Mmm! als Kinderspiel des Jahres nominiert. 2016 wurde Mombasa mit dem Deutschen Spiele Preis sowie mit weiteren Preisen ausgezeichnet und 2017 konnte sich mit Kingdomino ein weiteres Spiel aus dem Pegasus-Verlag als Spiel des Jahres durchsetzen, während mit Magic Maze ein weiteres Spiel nominiert wurde. Es folgten darauf MicroMacro: Crime City im Jahr 2021 und Dorfromantik: Das Brettspiel 2023 als Spiel des Jahres. 
Pegasus Spiele ist für den offiziellen Vertrieb einiger Wizards-of-the-Coast-Marken wie Avalon Hill sowie Dungeons & Dragons zuständig. Ebenfalls exklusiv im Portfolio hat man die Gesellschaftsspiele des niederländischen Verlags White Goblin Games. Daneben vertreibt das Unternehmen Spiele von Verlagen wie MeterMorphosen (Gemischtes Doppel), Kylskapspoesi (Gesprächsstoff), Moses Verlag (Black Stories), Blaubart Verlag (Mörderische Dinnerparty), Abacus Spiele (Zooloretto), Adlung Spiele (Teamwork), Pixelproducts (MemoCards), Wizkids (StarTrek, Herr der Ringe), eggertspiele, der Edition Spielwiese (Cottage Garden, Indian Summer), sit down! (Magic Maze) und Plan B Games (Azul).

## Veröffentlichungen (Auswahl)
| - Azul - Camel Up - Captain Sonar - Dorfromantik: Das Brettspiel - Great Western Trail - Heroclix - Im Wandel der Zeiten - Istanbul - Junta - Kingdomino - Kings & Things - Living Forest - MicroMacro: Crime City - Magic Maze - Mmm! - Munchkin Quest - Mondo - Pandemie - Strasbourg - Village - Zauberei hoch drei - Zombies!!! | - Talisman - Chez Geek - Illuminati - Killer Karnickel - Love Letter - Munchkin - Memoarrr! - Krasse Kacke - Smash Up - Cthulhu - GURPS – einige Übersetzungen der 3. Auflage, mittlerweile eingestellt. - Herr der Ringe - Midgard - Shadowrun - Cthuloide Welten - Ringbote |

## Auszeichnungen
Besonders in den letzten Jahren wurden Spiele von Pegasus Spiele und Kooperationspartnern bei verschiedenen nationalen und internationalen Spielepreisen nominiert und auch ausgezeichnet, u. a. im deutschsprachigen Raum:
| Spiel des Jahres - Pandemie: Nominierung zum Spiel des Jahres 2009 - Im Wandel der Zeiten – Das Würfelspiel: Bronzezeit: Nominierung zum Spiel des Jahres 2010 - Strasbourg: Nominierung zum Spiel des Jahres 2011 - Camel Up: Auszeichnung Spiel des Jahres 2014 - Love Letter: Empfehlungsliste zum Spiel des Jahres 2014 - Kingdomino: Spiel des Jahres 2017 - Magic Maze: Nominierung zum Spiel des Jahres 2017 - Memoarrr!: Empfehlungsliste zum Spiel des Jahres 2018 - Krasse Kacke: Empfehlungsliste zum Spiel des Jahres 2019 - Kitchen Rush: Empfehlungsliste zum Spiel des Jahres 2020 - Punktesalat: Empfehlungsliste zum Spiel des Jahres 2020 - MicroMacro: Crime City: Spiel des Jahres 2021 - Dorfromantik: Das Brettspiel: Spiel des Jahres 2023 - Kuzooka: Empfehlungsliste zum Spiel des Jahres 2023 - Ghost Writer: Empfehlungsliste zum Spiel des Jahres 2024 - Bomb Busters: Spiel des Jahres 2025 Kennerspiel des Jahres - Village: Kennerspiel des Jahres 2012 - Istanbul: Auszeichnung Kennerspiel des Jahres 2014 - Rokoko: Nominierung zum Kennerspiel des Jahres 2014 - Mombasa: Empfehlungsliste zum Kennerspiel des Jahres 2016 - Great Western Trail: Empfehlungsliste zum Kennerspiel des Jahres 2017 - Captain Sonar: Empfehlungsliste zum Kennerspiel des Jahres 2017 - Heaven & Ale: Empfehlungsliste zum Kennerspiel des Jahres 2018 - Detective (Brettspiel): Nominierung zum Kennerspiel des Jahres 2019 - Paper Tales: Empfehlungsliste zum Kennerspiel des Jahres 2019 - Der Kartograph: Nominierung zum Kennerspiel des Jahres 2020 - Aeon’s End: Empfehlungsliste zum Kennerspiel des Jahres 2021 - Living Forest: Kennerspiel des Jahres 2022 Kinderspiel des Jahres - Mmm!: Nominierung zum Kinderspiel des Jahres 2016 - Zauberei hoch drei: Empfehlungsliste zum Kinderspiel des Jahres 2017 - Fabulantica: Nominierung zum Kinderspiel des Jahres 2019 - Magic Maze kids: Empfehlungsliste zum Kinderspiel des Jahres 2019 - Dragomino: Kinderspiel des Jahres 2021 | Deutscher Spielepreis - Pandemie: Deutscher Spielepreis 2009, Platz 3 - Istanbul: Deutscher Spielepreis 2014, Platz 2 - Mombasa: Deutscher Spielepreis 2016 - Great Western Trail: Deutscher Spielepreis 2017, Platz 2 - Der Kartograph: Deutscher Spielepreis 2020, Platz 2 - Memoarrr!: Deutscher Spielepreis 2020 - MicroMacro: Crime City: Deutscher Spielepreis 2021, Platz 2 - Living Forest: Deutscher Spielepreis 2022, Platz 4 - Dorfromantik: Das Brettspiel: Deutscher Spielepreis 2023, Platz 2 - Woodcraft: Deutscher Spielepreis 2023, Platz 6 Österreichischer Spielepreis - Pandemie: Spiele Hit für Experten 2009 - Don Quixote: Spiele Hit für Experten 2010 - Mage Knight das Brettspiel: Spiele Hit für Experten 2012 - Pictomania: Spiele Hit unter Freunden 2012 - Wunderland: Sonderpreis zum Spiel der Spiele 2013 - Camel Up: Spiele Hit für Experten 2014 - Krosmaster Arena: Griffin Scroll 2014 - Mmm!: Spiel der Spiele 2015 - Crazy Coconuts: Spiele Hit für Kinder 2015 - Mombasa: Spiele Hit simply the best für Experten 2016 - Epic PvP: Griffin Scroll 2016 - Mein Traumhaus: Spiele Hit für Familien 2017 - Istanbul – Das Würfelspiel: Spiel der Spiele 2018 - Heaven & Ale: Spiele Hit für Experten 2018 - Men at Work: Spiele Hit unter Freunden 2019 - Spirit Island: Spiele Hit für Experten 2019 - Tiny Towns: Spiele Hit für Familien 2020 - MicroMacro: Crime City: Spiele Hit unter Freunden 2021 - Dreadful Circus: Spiele Hit unter Freunden 2022 À-la-carte-Kartenspielpreis - Loveletter: 2014, Platz 2 - Watergate: 2020, Platz 6 - Punktesalat: 2021, Platz 2 Sonstige - Die Zwerge: RPC Fantasy Award 2013 |

## Belege
1. 1 2 3 4 5 6  Michel Kaufmann: Der Friedberger Verlag Pegasus Spiele hat mit Kingdomino erneut den Kritikerpreis "Spiel des Jahres" abgeräumt. Kreis-Anzeiger, 26. August 2017; abgerufen am 7. November 2017.
2. 1 2 3 4 5 6  Udo Bartsch: Porträt: 20 Jahre Pegasus – Vom Fantasyladen zur Premiummarke. spielbox 5/2013, S. 30–33. Volltext (Memento vom 7. November 2017 im Internet Archive)
3. 1 2 3 4 5  Historie des Verlags Pegasus Spiele; abgerufen am 23. August 2017
4. 1 2  Pandemie auf der Website des Spiel des Jahres e.V.; abgerufen am 7. November 2017.
5. 1 2  Im Wandel der Zeiten – Das Würfelspiel: Bronzezeit auf der Website des Spiel des Jahres e.V.; abgerufen am 7. November 2017.
6. 1 2  Strasbourg auf der Website des Spiel des Jahres e.V.; abgerufen am 7. November 2017.
7. 1 2  Camel Up auf der Website des Spiel des Jahres e.V.; abgerufen am 7. November 2017.
8. 1 2  Istanbul auf der Website des Spiel des Jahres e.V.; abgerufen am 7. November 2017.
9. 1 2  Kingdomino auf der Website des Spiel des Jahres e.V.; abgerufen am 7. November 2017.
10. 1 2  Magic Maze auf der Website des Spiel des Jahres e.V.; abgerufen am 7. November 2017.
11. ↑  Love Letter auf der Website des Spiel des Jahres e.V.; abgerufen am 7. November 2017.
12. ↑  Village auf der Website des Spiel des Jahres e.V.; abgerufen am 7. November 2017.
13. ↑  Rokoko auf der Website des Spiel des Jahres e.V.; abgerufen am 7. November 2017.
14. ↑  Mombasa auf der Website des Spiel des Jahres e.V.; abgerufen am 7. November 2017.
15. ↑  Great Western Trail auf der Website des Spiel des Jahres e.V.; abgerufen am 7. November 2017.
16. ↑  Captain Sonar auf der Website des Spiel des Jahres e.V.; abgerufen am 7. November 2017.
17. ↑  Mmm! auf der Website des Spiel des Jahres e.V.; abgerufen am 7. November 2017.
18. ↑  Zauberei Hoch Drei auf der Website des Spiel des Jahres e.V.; abgerufen am 7. November 2017.